# Energia mecànica
L'energia mecànica d'un cos és la suma de les seves energies, cinètica i potencial. L'energia mecànica es pot transformar parcialment en altres tipus d'energia, com l'elèctrica, i es pot obtenir per transformació d'altres energies, com la química (en una persona que camina) o l'elèctrica (en un ventilador). Es pot definir com la capacitat de produir un treball mecànic d'un cos que posseeix un cos a causa d'origen mecànic. És igual a la suma de les energies cinètica d'un cos (associada a les seves velocitats, lineal i angular, i la seva massa) i potencial dels diferents tipus. En realitat, l'energia cinètica és l'energia que està emprant en un moment donat i la potencial, com el mateix mot indica, és, de la que té, el total de la que encara pot usar com a cinètica perquè encara no ha gastat.
Aquest tipus d'energia es pot transformar parcialment en altres tipus d'energia, com l'energia elèctrica, i es pot obtenir per transformació d'altres energies, com l'energia química. Molts dispositius s'utilitzen per convertir l'energia mecànica cap a o d'altres formes d'energia, per exemple, un motor elèctric converteix l'energia elèctrica en energia mecànica, un generador elèctric converteix l'energia mecànica en energia elèctrica i un motor de calor converteix l'energia calorífica en energia mecànica.

## Introducció
La humanitat ha sabut aprofitar l'energia mecànica des de temps molt primerencs i en molt diverses aplicacions, començant pels invents dels grecs amb les politges i engranatges o amb les màquines de guerra fenícies i romanes. En el cas de les catapultes romanes, el treball de compressió del braç de la catapulta permet emmagatzemar a la màquina una energia en forma d'energia potencial. La major part d'aquesta energia es transmet després al projectil que surt disparat amb una energia deguda al moviment, l'energia cinètica. Però també part de l'energia es transmet al moviment de braç de la palanca i al desplaçament de la fona (ambdues en forma d'energia cinètica) i l'altra part s'utilitza en la fricció de les cordes i en els engranatges que s'escalfen.

L'energia és una magnitud escalar que representa una integral primera del moviment i com a tal, més fàcil d'utilitzar que la mateixa força que actua sobre un mòbil. És un concepte que apareix en tots els camps de la física (mecànica, electromagnetisme, ones, etc.) i de la tecnologia, però s'expressa de manera diferent en cada un d'ells segons la seva aplicació concreta. El concepte d'energia en la física està directament relacionat amb altres dues magnituds físiques el treball i la calor que intercanvien energia amb el sistema físic.
L'energia satisfà un principi de conservació important de manera que en qualsevol procés físic es conserva. Per això, el balanç d'energia abans de realitzar un procés és el mateix que un cop finalitzat aquest (Principi de conservació de l'energia en el seu sentit més general, incloent-hi les forces de fregament).
L'energia mecànica té dues contribucions bàsiques, la relacionada amb el moviment i amb les forces d'origen mecànic. L'energia associada al moviment d'un cos és l'energia cinètica, que depèn de la seva massa i de la seva velocitat.
A més de l'energia cinètica, l'altra manifestació de l'energia mecànica és l'energia potencial mecànica relacionada amb la naturalesa de les interaccions posades en joc en el procés físic que s'estigui desenvolupant. En el cas concret de l'energia Mecànica es tractarà de les forces gravitatòries o de les forces elàstiques. En els dos casos, l'energia potencial és funció de la massa del cos que intervé i de la seva posició. Un exemple bàsic d'energia potencial és la deguda al pes d'un cos de massa m prop de la superfície de la Terra.
La suma de les energies, cinètica i potencial d'un objecte en una posició determinada de l'espai i en un instant donat, és el que es defineix com l'energia mecànica de l'objecte material. En l'article es consideren aquestes nocions així com les diferents formes d'expressar l'energia segons la força present o l'aplicació que es realitzi, a fluids o sòlids. Un altre aspecte a considerar és la fricció entre els cossos que interaccionen. En aquest cas intervé l'intercanvi d'energia en forma de calor, que afecta la mateixa formulació del principi de la conservació de l'energia.
A més de l'energia, el treball o la calor, una altra magnitud bàsica és la potència mecànica per a nombroses aplicacions pràctiques a la llar i en la indústria, en què intervinguin la producció i el consum d'energia. Per utilitzar i conèixer l'energia mecànica d'un cos, es necessiten conèixer les expressions de l'energia cinètica en els moviments de translació i de rotació així com l'energia potencial en el cas gravitatori o l'energia potencial elàstica d'un ressort. Es passa a considerar l'expressió senzilla de l'energia potencial gravitatòria en les proximitats de la superfície terrestre.
En tractar de l'energia mecànica, com s'ha explicat, cal tenir en compte el seu origen cinètic o potencial, el tipus de moviment implicat sigui de rotació o translació i les principals forces que donen origen a aquesta energia mecànica. L'estudi no estaria complet si no es considera el paper jugat per l'energia mecànica quan intervenen les forces de fricció i la pèrdua d'energia mecànica produïda per aquestes. D'una banda, amb la generació de calor i de l'altra, generant un canvi en l'estructura dels cossos que freguen. En aquestes circumstàncies, es torna a considerar l'aplicació del principi de conservació de l'energia. Per això cal introduir la noció d'energia interna. Per considerar millor aquests processos s'introdueix la noció de forces conservatives i forces no conservatives.
Alguns dispositius transformen l'energia mecànica en un altre tipus d'energia. Els grans generadors elèctrics de les centrals productores, per exemple, transformen l'energia mecànica en energia elèctrica. Els motors elèctrics o les turbines de vapor transformen l'energia elèctrica o la calor, respectivament, en energia mecànica. I no pot faltar la conversió de l'energia eòlica que generen els aerogeneradors en energia mecànica de l'hèlix i aquesta última en energia elèctrica.

## Principi de conservació de l'energia
La conservació de l'energia és una llei que permet realitzar un balanç de l'energia d'un sistema físic quan interacciona amb el seu entorn abans i després de la interacció. El balanç de l'energia de sistema en totes les seves manifestacions, d'origen elèctric, gravitatori, químic, etc. no varia, roman constant. Si bé pot convertir-se d'una forma d'energia en una altra. Constitueix una llei o principi de conservació que es compleix en la naturalesa i que imposa restriccions en l'evolució dels sistemes físics igual que succeeix amb altres principis de conservació de la física. Perquè aquesta llei sigui aplicable cal tenir en compte tant l'energia que entra com la que surt del sistema. Per exemple, si un bloc està caient per una rampa i hi ha fregament, l'energia mecànica inicial del bloc no serà igual a la final, ja que part d'aquesta energia mecànica inicial s'haurà dissipat en forma de la calor a la rampa i en el mateix bloc, a causa de la fricció del bloc amb la rampa. L'energia dissipada serà la diferència de l'energia mecànica inicial menys l'energia mecànica final del bloc. Si s'inclouen les forces no conservatives de fricció, el principi de conservació de l'energia expressa que la suma de l'energia mecànica disponible pel bloc abans és el seu recorregut per la rampa, és igual a l'energia mecànica del bloc després del seu recorregut més l'energia que perd a causa de la fricció. És a dir, el principi de conservació de l'energia en el seu sentit més general, inclou tota l'energia disponible de sistema (el bloc), en un instant i una posició donada, inclosa l'energia intercanviada pel sistema a l'exterior o amb altres cossos de l'entorn.

L'energia té diferents formes de manifestar-se i cadascuna d'elles presenta una expressió matemàtica diferent. En primer lloc hi ha l'energia mecànica en la seva expressió de moviment o energia cinètica o bé d'origen potencial com l'energia gravitacional deguda a la força gravitatòria, o l'energia elàstica a causa de les forces d'origen elàstic dels fluids i sòlids, passant per altres formes d'energia com l'energia elèctrica, energia química, energia radiant, energia nuclear, energia de massa, etc. Al seu torn l'energia pot transformar-se en calor o en treball i, viceversa, la calor i el treball poden augmentar o disminuir l'energia d'un sistema.
La noció d'energia presenta un gran interès en la pràctica per ser una integral primera del moviment per forces conservatives i per satisfer el principi de conservació de l'energia en les seves diferents manifestacions, com es veurà al llarg de l'article. Per a això és necessari conèixer les formes d'energia cinètica i potencial, l'energia mecànica d'un objecte o l'energia interna d'un sistema així com l'energia intercanviada amb el seu entorn. Si, per exemple, es considera un mòbil que puja i baixa per una muntanya sobre la superfície de la terra, el principi de conservació de l'energia expressa que qualsevol que sigui la seva posició en la muntanya, en absència de fregament, la suma de les energies cinètica {\displaystyle E_{c}={\frac {1}{2}}mv^{2}} deguda a la seva velocitat i potencial {\displaystyle E_{p}=mgh} degut a la seva altura {\displaystyle h}, es manté constant. Aquesta constant és l'energia mecànica {\displaystyle E_{m}=E_{c}+E_{p}} del mòbil. Si es considera la posició més baixa de la muntanya l'energia mecànica serà tota d'origen cinètic, {\displaystyle E_{m}=E_{cmax}=constant} i si es considera la posició més alta de la muntanya on l'energia potencial és màxima i la cinètica mínima (si arriba amb velocitat nul·la) {\displaystyle E_{m}=E_{pmax}=constant}. Qualsevol forma d'energia, en general es mesura en joules ({\displaystyle J}) en el Sistema Internacional d'Unitats.

## Altres consideracions del principi de conservació de l'energia
La importància de la llei de la conservació de l'energia recau en la capacitat de poder analitzar processos sense entrar a considerar directament les forces que actuen sobre el sistema ni el seu moviment a conseqüència de les mateixes. Existeixen altres lleis de conservació anàlogues a la de la conservació de l'energia per a la conservació d'altres magnituds físiques, una d'elles és la conservació del moment lineal i una altra és la conservació de moment angular.
En general, aquests principis de conservació tenen una lectura diferent en mecànica clàssica i en mecànica quàntica a causa de la naturalesa contínua de la matèria a escala macroscòpica i discreta a escala microscòpica. Així, en mecànica quàntica, l'energia d'un fotó és un múltiple sencer de la constant de Planck, i l'energia electromagnètica en absorbida i emesa pels cossos, de manera anàloga, en forma de quants.
Cal destacar altres tres lleis de conservació: la conservació de la càrrega elèctrica, la dels barions i la dels leptons. La primera es refereix al fet que el balanç de partícules de càrrega positiva i de càrrega negativa d'un sistema físic és sempre el mateix, fins i tot encara que aquestes partícules carregades interaccionen entre si. La segona es refereix al fet que, en interaccionar entre si dos nuclis atòmics, sempre el nombre de barions després de la interacció serà igual al nombre de barions abans de la reacció. La conservació dels leptons afirma que el mateix que passa amb els barions, també succeeix amb els leptons, com confirma l'experiència. En mecànica quàntica quan s'analitzen les interaccions entre les diferents partícules fonamentals s'observen certs tipus d'interacció que estan permeses i són comuns, mentre que altres estan prohibides. Les permeses estan relacionades amb les lleis de conservació, invariàncies o simetries de les partícules i que estan associades a específics números quàntics, a més del nombre quàntic bariònic o el leptònic esmentats i recollits pel model estàndard.
I finalment es considera el concepte de conservació de l'energia tenint en compte la noció de l'energia aprofitable. Les lleis que governen l'energia útil són causades per la termodinàmica i incorporen el concepte d'entropia. Es pot produir energia a partir d'una gran diversitat de fonts: sol, pluja, carbó, etc. Totes elles són dependents de l'energia rebuda del Sol. Aquesta producció d'energia està governada pel Primer Principi de la termodinàmica (veure més endavant) que és el de conservació d'energia aplicada a sistemes de moltes partícules, les molècules que componen la matèria. No obstant això algunes d'aquestes transformacions per produir energia útil, presenten certes limitacions, regulades pel Segon Principi de la termodinàmica.

## Pèrdua de l'energia mecànica

### Calor

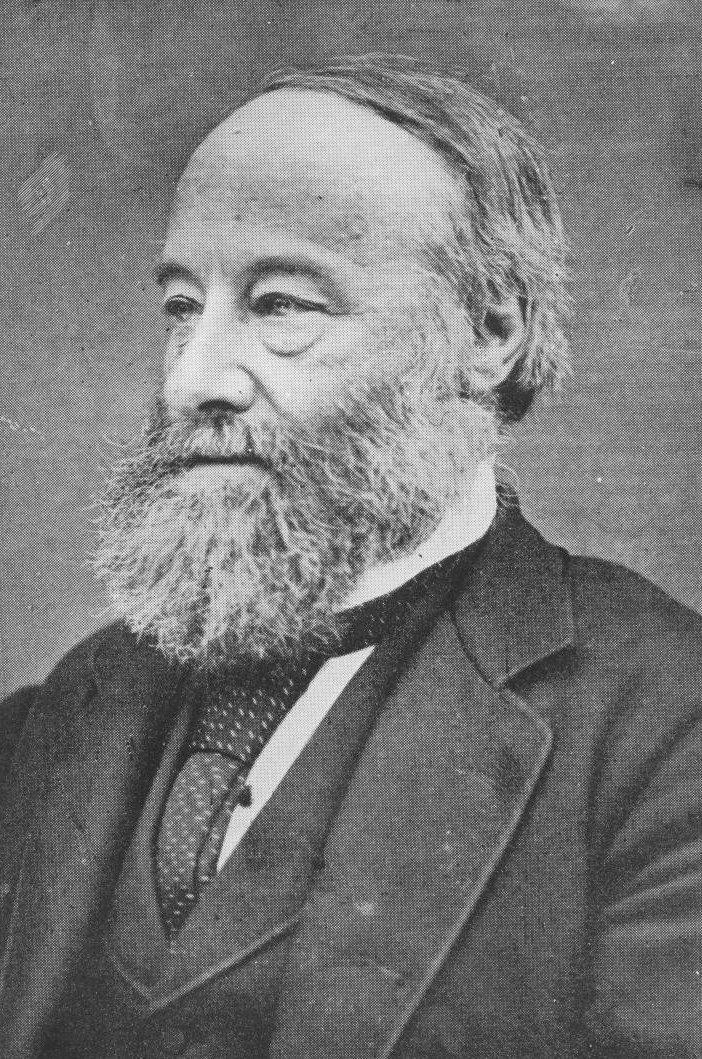

La calor és una forma de transferència d'energia entre un sistema i el medi que l'envolta. En analitzar l'origen microscòpic d'aquesta transferència d'energia, observem que en rebre calor de l'exterior les molècules que constitueixen el sistema, es produeix un augment de l'energia cinètica mitjana d'aquestes, és a dir, un augment de la seva energia cinètica d'agitació tèrmica i viceversa, una disminució de la seva energia cinètica mitjana, significa una transferència d'energia en forma de calor a l'exterior. No obstant això, l'energia emmagatzemada en un sistema no és calor, com tampoc ho és el treball, totes dues magnituds físiques representen una energia en trànsit que és absorbida o cedida pels cossos. A més, la calor se sol dissipar per les proximitats del sistema, el que significa una pèrdua de l'energia per part dels cossos que intervenen en el procés. En 1845, James Prescott Joule va publicar un treball "The Mechanical Equivalent of Heat", en el qual s'obté un valor numèric concret per la quantitat de treball mecànic que es necessita per produir una unitat de calor, és l'equivalent mecànic de la calor que permet expressar la unitat de calor, la caloria, en joules.
La unitat de la calor en el SI és el joule (J), encara que també es pot expressar en calories (unitat tradicional per la calor):
1 (caloria) = 4,1840 (joules)
La calor és una forma d'intercanvi d'energia en els sistemes físics quan aquests estan subjectes a una sèrie de processos en els quals absorbeixen o cedeixen energia. Un sistema en absorbir calor i augmentar la seva energia interna, augmenta la seva temperatura. La noció de temperatura està relacionat amb l'estat d'agitació tèrmica de les partícules que componen el sistema. Per això, quan no hi ha un intercanvi d'energia amb l'exterior, es diu que el sistema està en equilibri tèrmic i els objectes que componen el sistema tindran tots la mateixa temperatura i igual a la dels voltants.
Perquè hi hagi equilibri tèrmic entre dos sistemes, les energies cinètiques mitjanes de les partícules dels sistemes que interactuen han de ser les mateixes. Això és a causa que l'energia cinètica mitjana de sistema és una mesura del seu estat d'agitació tèrmica.
Així la temperatura apareix com una quantitat relacionada amb l'energia cinètica mitjana de les partícules del sistema. Es pot afirmar que: dos sistemes en equilibri tèrmic han d'estar a la mateixa temperatura, i que l'energia es pot intercanviar en forma de calor només quan la temperatura de dos sistemes és diferent, transferint la calor de manera natural des del cos de major al de menor temperatura (sentit de la fletxa d'un procés irreversible). El sentit de la fletxa (únic sentit en què es realitza el procés) en els processos naturals, ve regulat pel segon principi de la termodinàmica a través de la funció entropia. La funció entropia de sistema sumada a la dels voltants que interaccionen amb ell, sempre augmenta quan té lloc un procés irreversible.